# هاتفي
مَولَانَا عَبدُ الله هَاتِفِي الخَرجِردِي الخُرَاسَاني (بالفارسية: مولانا عبدالله هاتفی خرجردی خراسانی) (858 هـ -‌‌ 927 هـ المُوافق فيه 1454م - 1521م) المعروف أيضًا بِـ«هاتفي الجامي»، شاعر تركي علوي، من مواطني الدولة التيمورية والدولة الصفوية. وهو أيضًا زعيم ومُعلم، وأحد "الشعراء السبعة العظماء" العلويون (بالتركية: Yedi Ulu Ozan)‏ الذين ناضلوا في سبيل العقيدة العلوية والاضطهاد الذي تعرضوا له. وهو ابن أخت الشاعر الصوفي الفارسي الشهير عبد الرحمن الجامي من مشاهير شعراء فارس وكتابهم في القرن التاسع الهجري. 

## حياته
تاريخ ميلاده غير معروف بدقة، إلا أنه يُعتقد أنه وُلد حوالي عام 1454م / 856هـ وتوفي عام 1521م / 927هـ.
مكان ولادته ووفاته والمكان الذي قضى فيه جزءًا كبيرًا من حياته كان في عهد الدولة الصفوية التركمانية في خراسان، في قرية "خرگرد" (بالتركية: Harcird)‏، الواقعة في ضواحي مدينة جام في هراة، بخراسان (تقع الآن ضمن ولاية غور في أفغانستان). في عهد الدولة التركمانية الصفوية التي حكمت إيران.
خلال فترة حياته، تولى هاتفي إدارة ضريح قبر "قاسم الأنوار" (بالتركية: KĀSIM-ı ENVÂR)‏، الذي بناه نظام الدين مير علي شير النوائي في قرية خرگرد. 
نشأ هاتفي في قرية خرگرد، ثم انتقل لاحقا ليعيش مع خاله الشاعر عبد الرحمن الجامي في هرات التابعة للدولة التيمورية. حقق هاتفي نجاحاً كبيراً في مسابقة شعرية نظمها خاله، وتضمنت هذه المسابقة للشعراء كتابة قصيدة على غرار قصيدة شهيرة للشاعر "أبو شاكر البلخي" والتي كانت مستوحاة من قصيدة شهيرة للشاعر أبو قاسم الفردوسي. حظيت قصيدة هاتفي بترحيب كبير في المجالس الأدبية لحكام الدولة التيمورية، مما أكسبه شهرة واسعة وأدخله إلى تلك المجالس الأدبية.  حظي برعاية الشاعر والسياسي ورجل الدولة مير علي شير نوائي، مما أمكنه من قضاء سنوات شبابه في المتعة والترفيه. بعد ذلك واصل هاتفي دراسته في المدرسة النظامية في هراة، حيث حضر دروس خاله عبد الرحمن الجامي. 
بعد إكمال تعليمه، عاد هاتفي إلى مسقط رأسه خرگرد وأسس تكية تسمى "جهار باغي" "Cehar Bâğı"، واعتكف هناك وعاش حياة الزهد لسنوات عديدة، وخلال هذه الفترة، قام أيضًا برعاية ضريح قبر "قاسم الأنوار"، الذي بناه مير علي شير النوائي بجوار هذا المحفل. 
كان هاتفي، مثل خاله عبد الرحمن الجامي، منتمياً إلى الطريقة الصفوية الشيعية وتبنَّي عقيدة الشيعة الإثنا عشرية التي تُركز على القرآن وأهل البيت.  ولهذا السبب ذاع صيته في المجالس الأدبية والاجتماعات التي عقدها مؤسس الدولة الصفوية في إيران وأذربيجان، پيري تُرك شاه إسماعيل الصفوي.
ومن المعروف أنه في النصف الثاني من القرن السادس عشر، عندما كان في منتصف العمر، سافر هاتفي إلى أذربيجان والعراق مع الشاعر "الأمير همايون أشفاراين" (بالتركية: Emir Humāyün Eşfarāin)‏.  ومن الموثق أيضًا أن الشاه إسماعيل الحاكم المؤسس للدولة الصفوية الشيعية، بعد الانتهاء من حملة خراسان، توقف عند خرگرد بالقرب من هراة وتوجه إلى تكية "جهار باغي" واستضافه الشاعر هاتفي.  خلال هذه الزيارة، طلب الشاه إسماعيل من هاتفي أن يكتب قصيدة بعنوان "إسماعيل نامه" تتناول فتوحات الشاه. قَبِل هاتفي هذا الطلب وبدأ في كتابة القصيدة، وأنجز منها حوالي 1000 بيت، لكنه لم يتمكن من إكمال هذا العمل الأدبي.. 
تدخّل الشاعر هاتفي، باعتباره شيعياً ومن أتباع الطريقة العلوية، لدى السلطات العليا للدولة الصفوية لمنع ظلم وتسلط الحكام المحليين للدولة الصفوية على الشعب التركماني الصفوي من المذهب العلوي المقيمين في منطقتي غور وجام على التركمان العلويين الذي ينتمي إليهم.
د غزو سيواس رجع وتوجه إلى سوريا.
لعب هاتفي دور الوساطة بين المجتمعات الفارسية والتركية.

## وفاته
توفي هاتفي في عام 1521م في قرية خرگرد، ويقال إن قبره يقع في حديقة التكية "جهار باغي" التي عاش فيها.

## أعماله
في الكتب التي تحتوي على سير الشعراء الإيرانيين، يُذكر هاتفي كشاعر. وقد تم جمع أعماله الشعرية في مؤلفين:
- الديوان: توجد نسخة خطية واحدة معروفة فقط . [8]
- الخمسة : تتألف الخمسة من خمسة مثنويات وتُشَبَّه بأعمال نظامي الكنجوي أعظم شاعر ملحمي رومانسي في الأدب الفارسي، الذي يعود إليه الفضل في جلب الأسلوب العامي الواقعي للملحمة الفارسية. وهذه المثنويات هي:
  - مجنون ليلى : هذا أول مثنوي أعده هاتفي، كتبه بلغة بسيطة، واستلهمه من عمل نظامي الكنجوي الذي يحمل نفس الاسم. أجرى هاتفي بعض التغييرات في هذا العمل عن النسخة الأصلية، حيث صوَّر هاتفي في عمله مجنون ليلى على أنه قديس وليس كمجنون. بينما صوَّر "نوفل" الذي عادة ما كان يُظهر في المثنويات الأخرى كشخص يساعد في جمع مجنون وليلى، كشخص يحب ليلى ويحاول قتل مجنون ليلى بواسطة السم الذي أعده لنفسه. كما ذكر أن جسد المجنون عثر عليه في الصحراء الحجاج العائدين من الحج. تأثر مثنوي "مجنون ليلى" المكتوب باللغة التركية الأذرية للشاعر الأذري محمد بن سليمان الشهير باسم "فضولي البغدادي" بشكل كبير بعمل هاتفي.
  - شيرين و خسرف : يتكون هذا المثنوي من 1800 بيت، وأعده هاتفي كنظير لمثنوي "خسرو وشيرين" من أعمال نظامي الكنجوي، وأهدَي هذا العمل لمير علي شير النوائي.
  - تيمور نامه : يتألف هذا العمل من 4500 بيت، وقد أعده هاتفي استناداً إلى أعمال مثل "ظفرنامه" لشرف الدين علي يزدي وأشعار أخرى تتناول حياة تيمورلنك، مع التركيز على الحقائق والقصص المتعلقة بتيمورلنك. وبالرغم من تشابه هذا العمل مع "إسكندرنامه" لنظامي، إلا أنه يحتوي على محتوى مختلف تماماً.
  - إسماعيل نامه : يتناول فتوحات الشاه إسماعيل الصفوي. ومن المعروف أنه أعد حوالي 1000 بيت في هذا العمل، ولكنه ضاع بين المخطوطات الأخرى. يمكن العثور على بعض نماذج من أبيات هذا العمل كأمثلة في تذكرة "تحفة الشامي" (بالتركية: Tüĥfe-i Şâmî)‏ للمؤرخً نظام الدين الشامي الذي عاش خلال الفترة التيمورية في القرن الخامس عشر.

## روابط خارجية
- برنارديني، ميشيل، (2003، النسخة النهائية 2011) "هاتفي، عبد الله"، الموسوعة الإيرانية المجلد: الثاني عشر/1، العدد. 55-57 عبر الإنترنت:  نسخة محفوظة 2016-09-01 على موقع واي باك مشين. (بالإنجليزية)
- Öztürk، Mürsel (1997) “Hatifi”، موسوعة ديانة وقف التركية للإسلام المجلد: 16 صفحة: 468 أنقرة: TDV عبر الإنترنت:  نسخة محفوظة 2016-09-10 على موقع واي باك مشين. </link>